# Северес
Северес (фр. Séveraisse) — горная река на юго-востоке Франции, в регионе Прованс — Альпы — Лазурный Берег. Впадает в реку Драк.
Длина — 33 км, площадь водосборного бассейна — 223 км². Средний многолетний годовой расход воды около 5,2 м³/с.
Берёт начало в ледниках массива Пельву на территории национального парка Экрен. Часть пути протекает в узких горных ущельях.
На реке расположены коммуны Ла-Шапель-ан-Вальгодемар, Виллар-Лубьер, Сен-Морис-ан-Вальгодмар, Сен-Жак-ан-Вальгодмар и Сен-Фирмен.